# Das große Welttheater
Das große Welttheater (El gran teatro del mundo) ist ein Mysterienspiel von Pedro Calderón de la Barca. Es wurde erstmals 1655 publiziert und entstand wahrscheinlich in den 1630er Jahren. Es ist das berühmteste Auto sacramental von Calderón.

## Inhalt
Thema des Stückes ist das menschliche Leben, das als ein Theaterstück dargestellt wird. Zu Beginn tritt der Schöpfer (bei Eichendorff der Meister) auf, der gleichsam als Autor des kommenden Theaterstückes die verschiedenen Rollen verteilt. Die Welt (El Mundo) beauftragt er, das Stück ins Werk zu setzen. Jede Rolle repräsentiert einen bestimmten Aspekt des Lebens: der König, die Weisheit, die Schönheit, der Reiche, der Bauer, der Arme, ein ungetauftes verstorbenes Kind (als Verkörperung der Erbsünde). Die Akteure erhalten, was sie für das Spiel ihrer Rolle brauchen, sie sollen sie gut spielen können nach der Devise: „Handle gut, denn Gott ist Gott“. Unterstützt und gemahnt werden sie durch das Gesetz der Gnade (La Ley de Gracia), das ihnen die Devise immer wieder vor Augen hält. Bühne wird dabei die Welt, die ein Tor für den Auftritt (la cuna, die Wiege) und ein Tor für den Abgang (el sepulcro, das Grab) hat.
Nun realisiert jeder „Schauspieler“ seine Rolle in der Welt und jeder reagiert so, wie es seine sozialen und moralischen Lebensumstände bedingen. So tritt im Laufe des Stückes der Arme auf, der die anderen um Almosen bittet; doch der Reiche verwehrt sie ihm. Am Ende des Stückes müssen die Akteure das, was sie für die Ausführung ihrer Rolle bekommen haben, wieder abgeben – nackt, wie sie auf die Bühne gekommen sind, müssen sie wieder abtreten.

## Das große Welttheater in Einsiedeln

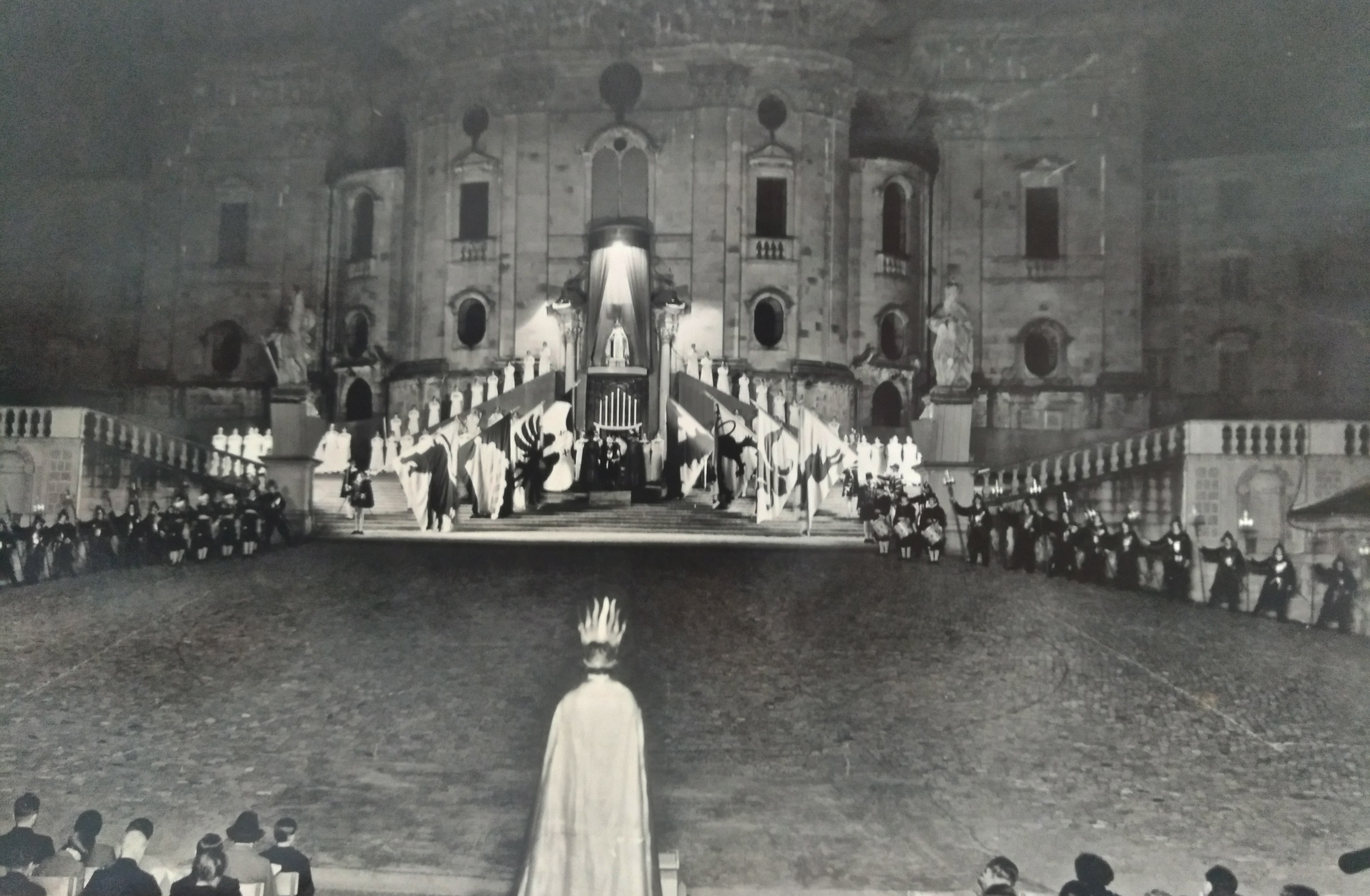
Aufführung 1935 in Einsiedeln

Das große Welttheater des Pedro Calderón de la Barca wurde von 1924 bis 1992 in unregelmäßigen Abständen im Zentralschweizer Wallfahrtsort Einsiedeln von der Welttheater-Gesellschaft als Freilichtspiel auf dem dortigen Klosterplatz aufgeführt. Die Initiative zur Einrichtung des Spiels ging 1924 zurück auf Abt Ignatius Staub vom Kloster Einsiedeln, den Theaterhistoriker Pater Raphael Häne, den Rheinländer Schauspieler Peter Erkelenz und Linus Birchler, Professor für Kunstgeschichte und Barockforscher aus Einsiedeln.
Für die Spielperiode im Jahre 2000 führte die Welttheater-Gesellschaft Einsiedeln das Stück Einsiedler Welttheater nach Calderón de la Barca in einer neuen Bearbeitung des Stoffes von Schriftsteller Thomas Hürlimann auf. Für die Aufführungen im Jahr 2007 hatte Hürlimann das Stück noch einmal umgeschrieben. Der Inhalt blieb ähnlich; was sich änderte, waren einige Figuren. Der entscheidende Einschnitt war, dass in Hürlimanns zweiter Version „el autor“ – der für Gott selber steht – fehlte. Im Spiel ging es somit um eine von Anfang an gottlose Welt, die ihrem Ende entgegengeht. Volker Hesse führte 2000 wie 2007 Regie.
In der bisher letzten Spielperiode vom 21. Juni bis 7. September 2013 fanden 40 Aufführungen statt. Schriftsteller Tim Krohn hat sich des Stücks angenommen, inszeniert wurde es von Regisseur Beat Fäh.
Am 14. Juni 2017 gab die Welttheatergesellschaft bekannt, dass die nächste Aufführung im Jahr 2020 erfolgen werde. Die künstlerische Leitung wurde dabei Lukas Bärfuss als Autor und Livio Andreina als Regisseur anvertraut. Aufgrund der Covid-19-Pandemie wurde die Aufführung zunächst um ein Jahr verschoben, schließlich neu auf das Jahr 2024 terminiert. Die künstlerische Leitung bekundete ihre Bereitschaft, auch dann wieder mitzuwirken.

## Freilicht-Aufführungen in Deutschland
In Bad Godesberg war der erste Versuch einer groß angelegten Inszenierung von Peter Erkelenz in einem eigens errichteten expressionistischen Freilichttheater 1926 erfolgreich, scheiterte aber im Folgejahr an dem schlechten Wetter des Sommers 1927. Die Gesellschaft für Festspiele ging dadurch in Konkurs. Diese Inszenierung und die Bearbeitung des Textes durch Karl Schorn wurden jedoch Vorbild für Freilichtaufführungen in Saarwellingen in den Jahren 1949, 1950 und 1956. Bereits im Jahr 1947 hatte die Katholische Jugend von Diefflen das Spiel auf dem Gipfel des Litermontes aufgeführt. Weitere Male inszenierte Hermann Wedekind 1950 und 1995 das Mysterienspiel für die Festspiele Balver Höhle. 1952 fand die Aufführung unter der Regie von Heinrich Koch auf einer Freilichtbühne vor dem Schloss Charlottenburg statt und 1953 wurde das Stück von der Emsländischen Freilichtbühne Meppen aufgeführt.
2017 inszenierte Annette Storr von den Bühnen Dautenheims das Stück für die dortige Freilichtbühne, verbunden mit dem Versuch einer Wiederbelebung der historischen Aufführungspraxis. Im Sommer 2018 tourte das Ensemble mit der auf historischen, von Pferden gezogenen Erntewagen basierenden Bühne durch Rheinhessen.

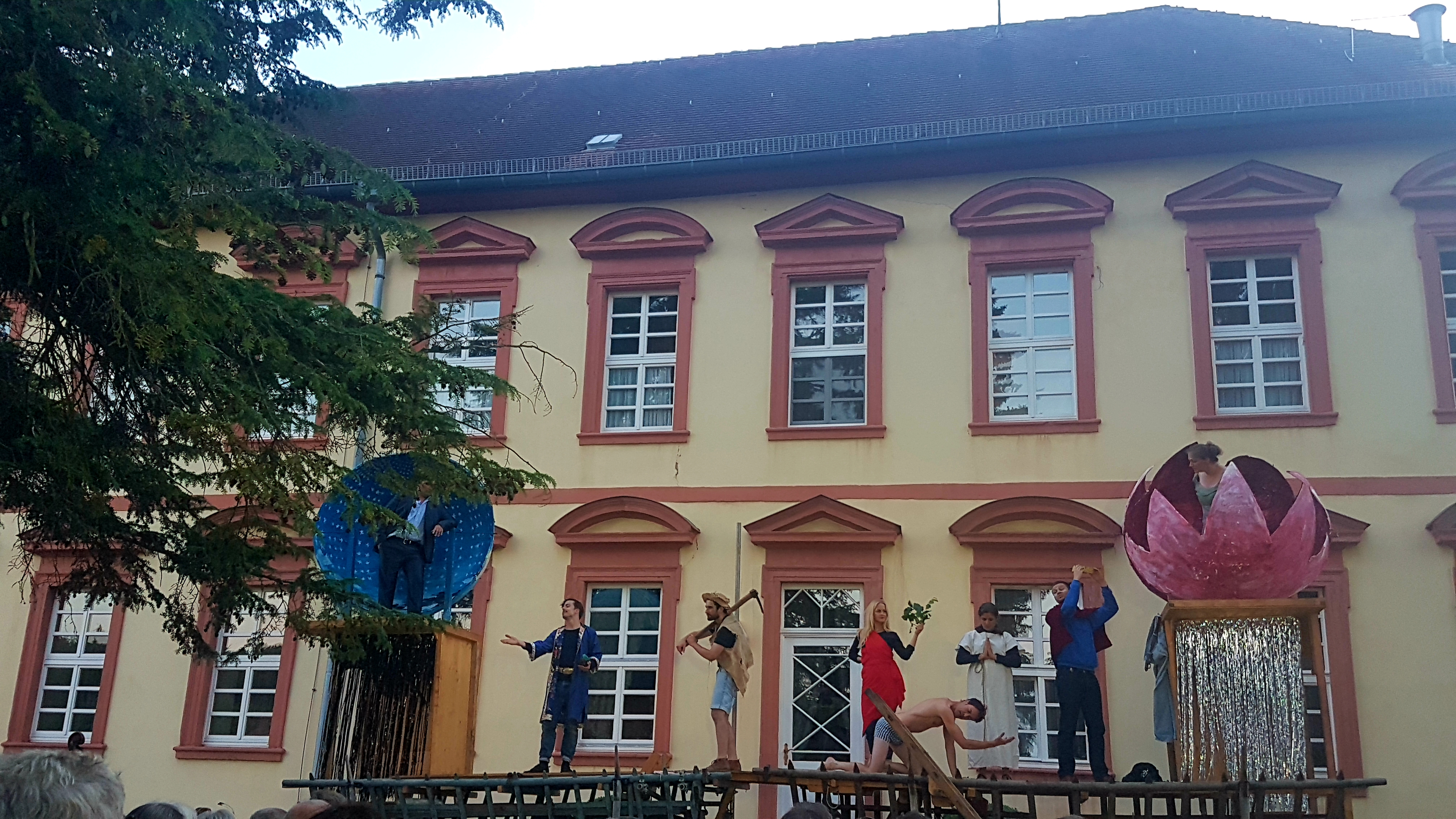
Die Freilichtaufführung 2019 in Blankenau im Propteischlossgarten

Im Jahre 2019 tourte das Ensemble der Wandertheatertruppe buehnendautenheims erneut mit der auf historischen Heuwagen, von einem alten Traktor (Baujahr 1958) gezogenen (zwei aneinander gebundenen Erntewagen) basierenden Bühne.